# Angela Brazil
Angela Brazil (ur. 30 listopada 1868 w Preston w Wielkiej Brytanii, zm. 13 marca 1947 w Coventry) – brytyjska pisarka; twórczyni współczesnej literatury dziewczęcej, nastawionej bardziej na rozrywkę, niż moralizatorstwo.

## Twórczość
Jako pisarka zadebiutowała stosunkowo późno, bo w wieku 37 lat (1905 rok), książką A Terrible Tomboy. Wcześniej, zainteresowana walijską mitologią, pisywała na jej temat dla lokalnych gazet. Popularność przyniosła jej druga książka, z roku 1906, The Fortunes of Phillipa. Cechą charakterystyczną i odróżniającą ją od współczesnych jej pisarek jest fakt, że nie tworzyła serii książek. Każda z jej powieści stanowi odrębną całość i żadna z nich nie doczekała się swojej kontynuacji.
W Polsce, z książek Brazil znane są trzy – Złote szkolne czasy / Opowieści złotych lat (Jean’s Golden Term), Przyjaciółki (Bosom Friends), Najmilsze dziewczątko (The Nicest Girl in the School).